# Bischofsbrot
Bischofsbrot ist ein Biskuitgebäck in Kastenform mit Zibeben (Rosinen), gehackten Nüssen und kandierten Früchten. Das Bischofsbrot ist ein Begriff der österreichischen Küche und ist im Österreichischen Lebensmittelbuch eingetragen. Es ist ebenso in den Küchen Ungarns und Böhmens, sowie bei den Donauschwaben und Siebenbürger Sachsen bekannt.
Franz Maier-Bruck präsentierte zwei Rezepte für Bischofsbrot aus kalter Biskuitmasse: Im Kapitel „Salzburg“ seines Kochbuchs Vom Essen auf dem Lande enthält das Bischofsbrot gehackte Haselnüsse und Mandeln, Rosinen und kandierte Früchte und wird in einer Bischofsbrotform gebacken, während im Das Große Sacher Kochbuch zusätzlich grobgehackte Schokolade zugefügt wird und nach dem Backen das Bischofsbrot entweder nur überzuckert wird oder aber mit Marillenmarmelade bestrichen und mit Schokoladenglasur überzogen.

## Geschichte
Rezepte für Bischofsbrot sind in deutschen Kochbüchern des beginnenden 19. Jahrhunderts nachweisbar; sie beschreiben die Herstellung aus Biskuitteig (bisweilen auch Wiener Masse) mit untergehobenen Zibeben, gestiftelten Mandeln und Abrieb von Zitrusschalen. Mitte desselben Jahrhunderts werden Rezeptabwandlungen populär mit neuen Einlagen wie Schokoladenstückchen, Pignolien (Pinienkerne), Pistazien, Aranzini (Orangeat) u. a.; der Teig bleibt weiterhin ein Biskuit.
Gegenwärtig werden das Rezept und der Begriff Bischofsbrot über das Internet verbreitet, es werden Rezepte aus Rührteig (Sandmasse) unter dem Namen Bischofsbrot veröffentlicht oder in Verbindung mit dem Christstollen gebracht. Das ursprüngliche Rezept ist aber immer noch bekannt.